# Квантовий граф
Квантовий граф — граф, у якому кожному ребру призначено довжину і на кожному ребрі задано диференціальне або псевдодиференціальне рівняння.
Прикладом є електрична мережа, що складається з проводів (ребер), з'єднаних у трансформаторних підстанціях (вершинах). Диференціальні рівняння описують напругу на проводах, а граничні умови на вершинах забезпечують нульову суму струмів у всіх вхідних і вихідних ребрах кожної вершини.
Вперше застосував Лайнус Полінг у 1930-х роках для моделювання вільних електронів у органічних молекулах. Згодом знайшли широке застосування у фізиці: в моделях систем квантового хаосу, під час вивчення хвилеводів, для моделювання переходу Андерсона у фотонних кристалах; у мезоскопічній фізиці квантові графи використовуються для теоретичного обґрунтування нанотехнології. Простіше поняття квантових графів запропонували Фрідман та інші.
Крім розв'язування диференціальних рівнянь на квантовому графі для конкретних застосувань, вивчаються питання керованості (який вхідний вплив забезпечує перехід системи в бажаний стан, наприклад, для забезпечення достатньої електричної потужності на всіх підстанціях) і ідентифікації систем (як і де необхідно провести вимірювання будь-якої величини, щоб отримати необхідну інформацію про стан системи, наприклад, вимірювання тиску у водопровідній системі, щоб виявити витік води).

## Метричні графи

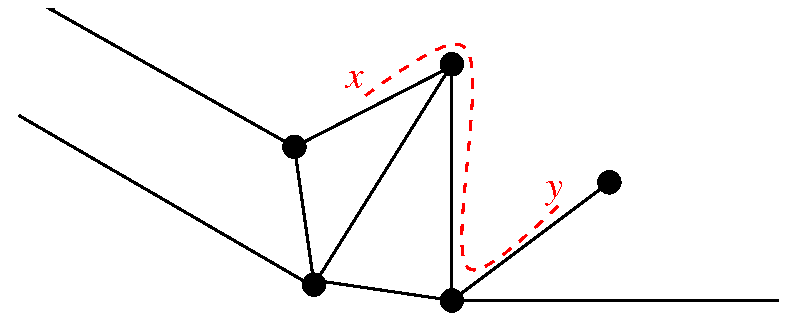
Метричний граф з трьома відкритими ребрами, реалізований на площині. Пунктирні лінії позначають метричну відстань між двома точками і.

Метричний граф — граф, що складається із множини вершин {\displaystyle V} і множини ребер {\displaystyle E}, де кожному ребру {\displaystyle e=(v_{1},v_{2})\in E} поставлено у відповідність інтервал {\displaystyle [0,L_{e}]} так, що {\displaystyle x_{e}} — координата на цьому інтервалі, вершини {\displaystyle v_{1}} і {\displaystyle v_{2}} відповідають {\displaystyle x_{e}=0} і {\displaystyle x_{e}=L_{e}}, або навпаки. Вибір того, яка вершина відповідає нульовій координаті, довільний, і перепризначення вершин початку і кінця ребра вимагає тільки заміни координат ребра. Граф має природну метрику: для двох точок {\displaystyle x,y} на графі, відстань {\displaystyle \rho (x,y)} — довжина найкоротшого шляху між ними, де довжина шляху вимірюється як сума довжин ребер шляху.
Якщо в комбінаторному (класичному) графі ребро завжди з'єднує пару вершин, то в квантовому графі допускаються напівнескінченні ребра (промені), таким ребрах ставиться у відповідність інтервал {\displaystyle [0,\infty )}, де єдина вершина відповідає {\displaystyle x_{e}=0}. Граф, який має принаймні одне таке ребро, називають відкритим.

## Квантові графи
Квантовий граф — метричний граф із заданим диференціальним (або псевдодиференціальним) оператором, який діє на функціях на ребрах графу. Функція {\displaystyle f} на метричному графі визначається як {\displaystyle |E|} — кортеж функцій {\displaystyle f_{e}(x_{e})} на інтервалах на ребрах.
Гільбертів простір графу — {\displaystyle \bigoplus _{e\in E}L^{2}([0,L_{e}])}, де внутрішній добуток двох функцій задано як
{\displaystyle \langle f,g\rangle =\sum _{e\in E}\int _{0}^{L_{e}}{\overline {f_{e}(x_{e})}}g_{e}(x_{e})\,dx_{e},}
{\displaystyle L_{e}} може бути нескінченним у випадку відкритих ребер. Найпростіший приклад оператора на метричному графі — оператор Лапласа. Оператор на ребрі — це {\displaystyle -{\frac {{\textrm {d}}^{2}}{{\textrm {d}}x_{e}^{2}}}}, де {\displaystyle x_{e}} — координата ребра. Для забезпечення самоспряженості оператора необхідно підібрати підхожу область значень, зазвичай для цього вибирають простір Соболєва {\displaystyle H^{2}} функцій на ребрах графу і відповідні граничні умови на вершинах.
Найпростіший приклад умов, що забезпечують самоспряженість — граничні умови Діріхле {\displaystyle f_{e}(0)=f_{e}(L_{e})=0} для кожного ребра. Власні функції на кінцевих ребрах можна записати як:
{\displaystyle f_{e}(x_{e})=\sin \left({\frac {n\pi x_{e}}{L_{e}}}\right)}
для цілого {\displaystyle n}. Якщо в графі немає відкритих ребер і довжини ребер непорівнянні над раціональними числами, то носій власної функції лежить на одному ребрі графу, і власні значення рівні {\displaystyle {\frac {n^{2}\pi ^{2}}{L_{e}^{2}}}}. Умови Діріхле не дозволяють враховувати взаємодію між інтервалами на ребрах, так що спектр такий самий, що й на множині незалежних (нез'єднаних) ребер.
Цікавішими самоспряженими граничними умовами, що дозволяють враховувати взаємодію між ребрами, є граничні умови Неймана або природні граничні умови. Функція {\displaystyle f} в області визначення оператора неперервна всюди на графі і сума вихідних похідних у кожній вершині дорівнює нулю:
{\displaystyle \sum _{e\sim v}f'(v)=0},
де {\displaystyle f'(v)=f'(0)}, якщо вершина {\displaystyle v} відповідає {\displaystyle x=0}, і {\displaystyle f'(v)=-f'(L_{e})}, якщо {\displaystyle v} відповідає {\displaystyle x=L_{e}}.
Також вивчено властивості інших операторів на метричних графах, наприклад, загальніший клас операторів Шредінгера:
{\displaystyle \left(i{\frac {\textrm {d}}{{\textrm {d}}x_{e}}}+A_{e}(x_{e})\right)^{2}+V_{e}(x_{e})},
де {\displaystyle A_{e}} — «магнітний векторний потенціал» на ребрі, {\displaystyle V_{e}} — скалярний потенціал.
Іншим прикладом є оператор Дірака на графі, який є матричним оператором, що діє на вектор-функціях, які описують квантову механіку частинок із власним моментом імпульсу рівним {\displaystyle 1/2} (наприклад, електрон). Оператор Діріхле — фон Неймана на графі — псевдодиференціальний оператор, який виникає під час вивчення фотонних кристалів.

## Основні результати
Всі самоспряжені граничні умови оператори Лапласа на графі можна класифікувати за схемою Кострикіна і Шрадера. На практиці, часто зручніше використовувати запропонований Кучментом 2004 року формалізм, який дозволяє зразу отримати оператор у варіаційній формі.
Нехай {\displaystyle v} це вершина з якої виходять {\displaystyle d} ребер. Для зручності виберемо координати на ребрах так, щоб {\displaystyle v} відповідала {\displaystyle x_{e}=0} для кожного ребра {\displaystyle v}. Для функції {\displaystyle f} на графі:
{\displaystyle \mathbf {f} =(f_{e_{1}}(0),f_{e_{2}}(0),\dots ,f_{e_{d}}(0))^{T},\qquad \mathbf {f} '=(f'_{e_{1}}(0),f'_{e_{2}}(0),\dots ,f'_{e_{d}}(0))^{T}},
граничні умови на {\displaystyle v} можна задати парою матриць {\displaystyle A} і {\displaystyle B} за допомогою матричного рівняння:
{\displaystyle A\mathbf {f} +B\mathbf {f} '=\mathbf {0} }.
Граничні умови задають самоспряжений оператор, якщо {\displaystyle (A,B)} має максимальний ранг {\displaystyle d} і {\displaystyle AB^{*}=BA^{*}}.
Спектр оператора Лапласа на скінченному графі можна описати за допомогою матриці розсіювання.
Власні значення на ребрі задано:
{\displaystyle -{\frac {d^{2}}{dx_{e}^{2}}}f_{e}(x_{e})=k^{2}f_{e}(x_{e}).\,}
Розв'язок на ребрі можна подати лінійною комбінацією плоских хвиль.
{\displaystyle f_{e}(x_{e})=c_{e}{\textrm {e}}^{ikx_{e}}+{\hat {c}}_{e}{\textrm {e}}^{-ikx_{e}}},
де в нестаціонарному рівнянні Шредінгера {\displaystyle c} — коефіцієнт вихідної плоскої хвилі в {\displaystyle 0}, {\displaystyle {\hat {c}}} — коефіцієнт вхідної плоскої хвилі в {\displaystyle 0}.

Граничні умови на {\displaystyle v} визначають матрицю розсіювання:

| {\displaystyle S(k)=-(A+ikB)^{-1}(A-ikB)} | \| \| \| \| \| \| \| \| | (1) |
|                                           |                         |     |
|                                           |                         |     |
Матриця розсіювання встановлює відношення між векторами коефіцієнтів вхідних і вихідних плоских хвиль на {\displaystyle v}, {\displaystyle \mathbf {c} =S(k){\hat {\mathbf {c} }}}. Для самоспряжених граничних умов матриця {\displaystyle S} унітарна. Елемент {\displaystyle \sigma _{(uv)(vw)}} матриці {\displaystyle S} є комплексною амплітудою переходу з направленого ребра {\displaystyle (uv)} на ребро {\displaystyle (vw)}, яке в загальному випадку залежить від {\displaystyle k}. Однак для великого класу граничних умов матриця {\displaystyle S} незалежна від {\displaystyle k}. Наприклад, із граничними умовами Неймана
{\displaystyle A=\left({\begin{array}{ccccc}1&-1&0&0&\dots \\0&1&-1&0&\dots \\&&\ddots &\ddots &\\0&\dots &0&1&-1\\0&\dots &0&0&0\\\end{array}}\right),\quad B=\left({\begin{array}{cccc}0&0&\dots &0\\\vdots &\vdots &&\vdots \\0&0&\dots &0\\1&1&\dots &1\\\end{array}}\right).},
підстановка {\displaystyle A} і {\displaystyle B} в рівняння (1) для {\displaystyle S} дає незалежні від {\displaystyle k} рівняння для амплітуд переходів
{\displaystyle \sigma _{(uv)(vw)}={\frac {2}{d}}-\delta _{uw}.\,}
де {\displaystyle \delta _{uw}} — дельта-функція Кронекера.
За рівняннями для амплітуд переходів можна задати {\displaystyle 2|E|\times 2|E|} матрицю
{\displaystyle U_{(uv)(lm)}(k)=\delta _{vl}\sigma _{(uv)(vm)}(k){\textrm {e}}^{ikL_{(uv)}}.\,}
Матрицю {\displaystyle U} називають матрицею розсіювання на ребрах і її можна уявляти як оператор квантової еволюції на графі. {\displaystyle U} — унітарний оператор і діє на векторі {\displaystyle 2|E|} коефіцієнтів плоских хвиль для графу, де {\displaystyle c_{(uv)}} — коефіцієнт плоскої хвилі перехідної з {\displaystyle u} на {\displaystyle v}. Під час поширення плоскої хвилі від вершини {\displaystyle u} до вершини {\displaystyle v}, вона отримує фазу, рівну {\displaystyle {\textrm {e}}^{ikL_{(uv)}}}.
Умова квантування: власну функцію на графі можна визначити через її {\displaystyle 2|E|} відповідних коефіцієнтів плоских хвиль. Оскільки власна функція стаціонарна за квантової еволюції, умову квантування для графу можна описати за допомогою оператора еволюції
{\displaystyle |U(k)-I|=0.\,}
Власні значення {\displaystyle k_{j}} виникають за таких {\displaystyle k}, за яких матриця {\displaystyle U(k)} має власне значення рівне одиниці. Упорядкуємо спектр
{\displaystyle 0\leqslant k_{0}\leqslant k_{1}\leqslant \dots }.
Формула сліду встановлює зв'язок між спектром і періодичними орбітами графу. Першу формулу сліду для графу вивів Рот (1983). 1997 року Коттос і Сміланські використали умову квантування, наведену вище, щоб отримати таку формулу сліду для оператора Лапласа на графі, коли амплітуди переходів незалежні від {\displaystyle k}:
{\displaystyle d(k):=\sum _{j=0}^{\infty }\delta (k-k_{j})={\frac {L}{\pi }}+{\frac {1}{\pi }}\sum _{p}{\frac {L_{p}}{r_{p}}}A_{p}\cos(kL_{p}).}
{\displaystyle d(k)} називається щільністю станів. Права частина формули складається з двох частин: гладка частина (частина Вейля) {\displaystyle {\frac {L}{\pi }}} — середнє, що розділяє власні значення, і осциляційна частина — сума за всіма періодичними орбітами {\displaystyle p=(e_{1},e_{2},\dots ,e_{n})} на графі. {\displaystyle L_{p}=\sum _{e\in p}L_{e}} — довжина орбіти і {\displaystyle L=\sum _{e\in E}L_{e}} — повна довжина графу. Для орбіти, породженої повторенням коротшої простої орбіти, {\displaystyle r_{p}} рахує число перерозподілів. {\displaystyle A_{p}=\sigma _{e_{1}e_{2}}\sigma _{e_{2}e_{3}}\dots \sigma _{e_{n}e_{1}}} добуток амплітуд переходів у вершинах графу на орбіті.

## Застосування

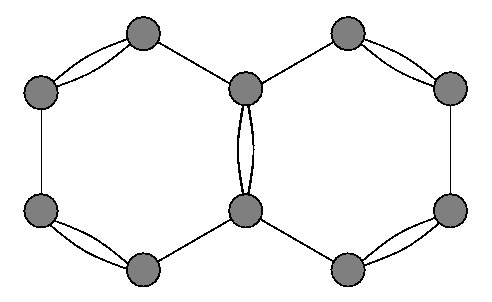
Молекула нафталіну

Квантові графи вперше використав Полінг для моделювання спектра вільних електронів у таких органічних молекулах як нафталін ще в 1930-х роках. У першому наближенні атоми моделюються вершинами, а {\displaystyle \sigma }- електрони — ребрами, які описують структуру молекули, до якої прив'язані електрони.
Подібна проблема виникає під час вивчення квантових хвилеводів, які є мезоскопічними системами — системами, розміри яких обчислюють у нанометрах. Квантовий хвилевід можна подати як потовщений граф, у якому ребра — тонкі трубки. Спектр оператора Лапласа на такому хвилеводі, за виконання певних умов, збігається до спектра оператора Лапласа на графі. Розуміння мезоскопічних систем відіграє важливу роль в галузі нанотехнологій.
1997 року запропоновано використати квантові графи як моделі під час вивчення квантового хаосу. Класичний рух на графі можна визначити як імовірнісний ланцюг Маркова, де ймовірність розсіювання від ребра {\displaystyle e} до ребра {\displaystyle f} дорівнює абсолютній величині квадрата амплітуди квантового переходу {\displaystyle |\sigma _{ef}|^{2}}. Для майже всіх скінченних зв'язних квантових графів імовірнісна динаміка ергодична і є перемішувальною, іншими словами, вона хаотична.
Квантові графи, вкладені в 2- або 3-вимірний простір, виникають під час вивчення фотонних кристалів. У двовимірному просторі проста модель фотонного кристала складається з багатокутних клітин щільного діелектрика з вузькими переходами між клітинами, заповненими повітрям. Вивчення основних станів діелектриків приводить до псевдодиференціальних операторів на графі, який відповідає вузьким переходам.
Періодичні квантові графи, такі як, наприклад, ґратка в {\displaystyle \mathbb {R} ^{2}}, використовують як моделі для періодичних систем[уточнити]. Також квантові графи використано для вивчення явища локалізації Андерсона, де, за наявності невпорядкованості, на ребрах спектральних смуг виникають локалізовані стани.